# Felix Klein
Felix Christian Klein  (ur. 25 kwietnia 1849 w Düsseldorfie, zm. 22 czerwca 1925 w Getyndze) – niemiecki matematyk, autor programu erlangeńskiego. Laureat Medalu Copleya.

## Życiorys
Felix Klein urodził się jako drugie z czworga dzieci wysokiego urzędnika państwowego, radcy księgowego (niem. Rechnungsrat) Caspara Kleina (1809–1889) i jego żony Sophie Elise Kayser (1819–1890) . Po początkowym kształceniu w domu przez matkę i ponad dwóch latach w szkole podstawowej, uczył się w latach 1857–1865 w gimnazjum humanistycznym w Düsseldorfie. W 1865 roku zdał maturę i powziął decyzję o podjęciu studiów matematycznych i przyrodniczych.  
W latach 1865–1870 studiował matematykę na uniwersytetach w Bonn, Getyndze i Berlinie  . Na uniwersytecie w Bonn był uczniem Juliusa Plückera (1801–1868), który zaznajomił go z odkryciami w zakresie geometrii analitycznej . Został asystentem Plückera na zajęciach z fizyki eksperymentalnej. Po śmierci Plückera w 1868 roku rodzina profesora zleciła mu przygotowanie do druku drugiego tomu dzieła Liniengeometrie. W 1868 roku uzyskał w Bonn stopień doktora – pracę doktorską napisał pod kierunkiem Rudolfa Lipschitza (1832–1903).  
W 1869 roku studiował u Alfreda Clebscha (1833–1872) na uniwersytecie w Getyndze, a następnie brał udział w seminariach prowadzonych przez Karla Weierstrassa (1815–1897) i Ernsta Eduarda Kummera (1810–1893) na uniwersytecie Humboldtów w Berlinie . W Berlinie poznał norweskiego matematyka Mariusa Sophusa Liego (1842–1899), z którym w 1870 roku wyjechał do Paryża, gdzie dzięki Camille’owi Jordanowi (1838–1922) zaznajomili się z teorią Galois . Wybuch wojny francusko-pruskiej zmusił go do powrotu do Prus. Uznany za niezdolnego do służby wojskowej, służył na froncie przez kilka tygodni jako paramedyk, po czym zaraził się tyfusem i wrócił do rodzinnego domu w Düsseldorfie. W 1871 roku ukończył pracę habilitacyjną pod kierunkiem Clebscha na uniwersytecie w Getyndze, gdzie objął stanowisko wykładowcy (niem. Privatdozent). W latach 1872–1875 pracował na uniwersytecie w Erlangen, a w 1875 roku związał się z Uniwersytetem Technicznym w Monachium . 
W 1875 roku Klein poślubił Annę Hegel (1859–1927), córkę historyka Karla Hegla (1813–1901) i wnuczkę filozofa Georga Wilhelma Friedricha Hegla (1770–1831). Para miała syna i trzy córki.

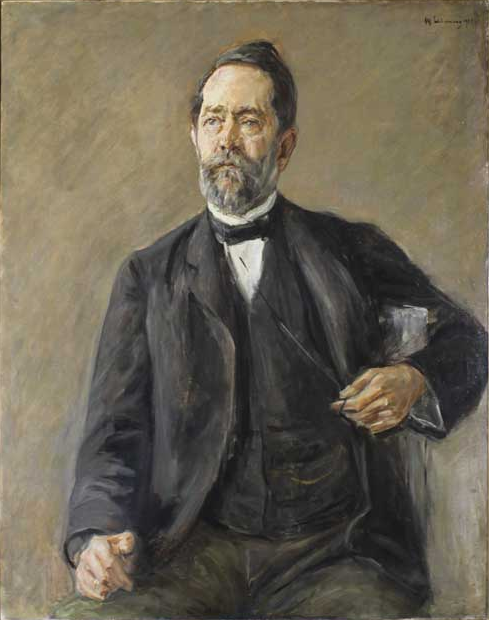
portret Felixa Kleina pędzla Maxa Liebermanna z 1912

W Monachium Klein zainicjował powstanie Instytutu Matematyki i opracował obszerny program dla swoich własnych zajęć dydaktycznych z matematyki wyższej, który został wprowadzony na innych uniwersytetach technicznych . W 1880 roku Klein wraz ze swoim asystentem Waltherem von Dyckiem (1856–1934) przeniósł się na uczelnię w Lipsku . W latach 1881–1882 oddał się intensywnej pracy badawczej, po czym poświęcił się pisaniu podręczników. W 1886 roku powrócił do Getyngi, gdzie pracował do emerytury w 1913 roku . Jego uczniem był m.in. Arnold Sommerfeld (1868–1951) . Klein zmarł 22 czerwca 1925 w Getyndze .

## Działalność naukowa
Klein zajmował się geometrią nieeuklidesową, teorią grup ciągłych, teorią funkcji eliptycznych i automorficznych i teorią grup, a także dydaktyką i reorganizacją nauczania matematyki . Był jednym z inicjatorów powstania encyklopedii Encyklopädie der mathematischen Wissenschaften (1898) . Od 1874 roku redagował czasopismo Mathematische Annalen . W latach 1908–1920 był przewodniczącym Międzynarodowej Komisji ds Nauczania Matematyki (ang. International Commission on Mathematical Instruction, ICMI).
W 1872 roku, obejmując stanowisko profesora na uniwersytecie w Erlangen, wygłosił wykład – „Rozważania porównawcze dotyczące najnowszych badań geometrycznych”, którego tezy stały się później programem erlangeńskim  – podstawą nowoczesnej klasyfikacji pojęć i twierdzeń geometrii . W wykładzie tym usystematyzował geometrię – uznał, że geometrię można podzielić na rozmaite działy w zależności od tego, jaką grupę przekształceń weźmie się za podstawę . Wyróżnił m.in. :
- geometrię metryczną – gdzie za podstawę wziął przekształcenia grupy izometrii
- geometrię afiniczną – gdzie za podstawę wziął przekształcenia grupy przekształceń afinicznych

Każda takich geometrii bada tylko te własności figur, które nie zmieniają się (są niezmiennikami) przy dokonywaniu transformacji przestrzeni należących do określonej grupy przekształceń .

## Publikacje

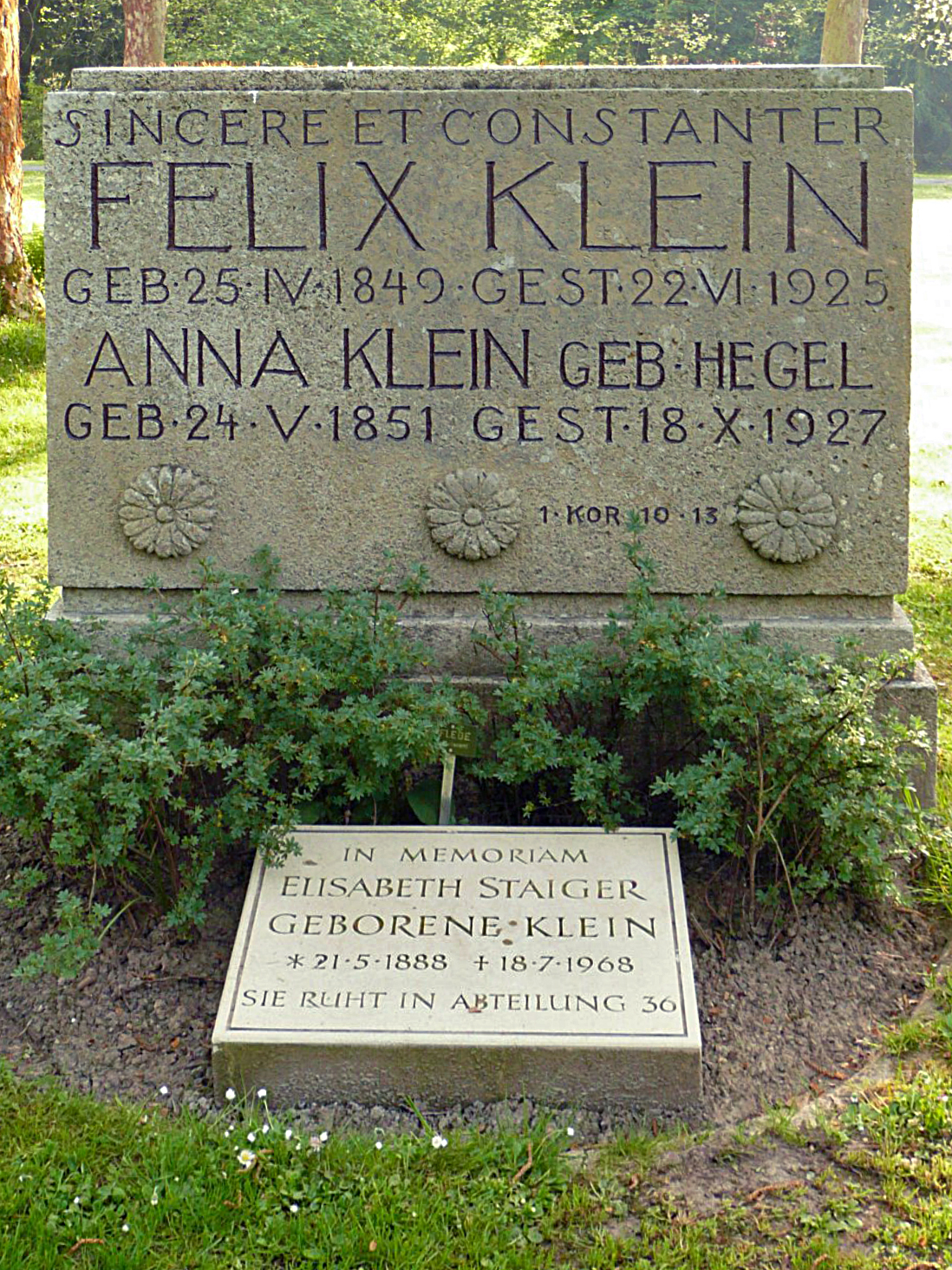
Grobowiec na cmentarzu w Getyndze

- 1882 – Ueber Riemann's Theorie der algebraischen Funktionen und ihrer Integrale[4]
- 1884 – Vorlesungen über das Ikosaeder und die Auflösung der Gleichungen vom fünften Grade[9]
- 1908 – Elementarmathematik vom höheren Standpunkte aus[6]
- Vergleichende Betrachtungen über neuere geometrische Forschungen[4]
- Vorlesungen über die Theorie der elliptischen Modulfunktionen[4]
- 1921–1923 – Gesammelte Mathematische Abhandlungen[6]
- 1926 – Vorlesungen über höhere Geometrie[10]
- 1926/1927 – Vorlesungen über die Entwicklung der Mathematik im 19. Jahrhundert[10]
- 1928 – Vorlesungen über nicht-euklidische Geometrie[4] [10]

## Członkostwa, odznaczenia i nagrody
- członek Austriackiej Akademii Nauk[4]
- 1869–1923 – członek Niemieckiego Towarzystwa Fizycznego (Deutsche Physikalische Gesellschaft)[11]
- 1872–1887 – członek korespondencyjny Królewskiego Towarzystwa Naukowego w Getyndze (Königliche Societät der Wissenschaften zu Göttingen)[4]
- 1875 – honorowy członek London Mathematical Society(inne języki)[12]
- 1879–1880 – członek nadzwyczajny Królewskiej Bawarskiej Akademii Nauk w Monachium (Königlich-Bayerischen Akademie der Wissenschaften zu München)[4]
- 1880–1919 – członek korespondencyjny Królewskiej Bawarskiej Akademii Nauk w Monachium (Königlich-Bayerischen Akademie der Wissenschaften zu München)[4]
- 1882 – członek zwyczajny Saksońskiej Akademii Nauk w Lipsku (Sächsische Akademie der Wissenschaften zu Leipzig)[13]
- 1886 – członek Niemieckiej Akademii Przyrodników Leopoldina[14]
- 1887–1893 – członek zwyczajny Królewskiego Towarzystwa Naukowego w Getyndze (Königliche Societät der Wissenschaften zu Göttingen)[4]
- 1893–1919 – członek zwyczajny Królewskiego Towarzystwa Naukowego w Getyndze (Königliche Gesellschaft der Wissenschaften zu Göttingen)[4]
- 1895 – członek korespondencyjny Cesarskiej Akademii Nauk[15]
- 1897–1915 – członek korespondencyjny Francuskiej Akademii Nauk[16]
- 1897 - członek zagraniczny Królewskiej Holenderskiej Akademii Sztuk i Nauk[17].
- 1898 – Order Maksymiliana[18]
- 1912 – Medal Copleya[19]
- 1913–1919 – członek korespondencyjny Królewskiej Pruskiej Akademii Nauk (Königlich Preußische Akademie der Wissenschaften)[4] [20]
- 1914 – Ackermann-Teubner-Gedächtnispreis(inne języki)[21]
- 1919–1925 – członek korespondencyjny Bawarskiej Akademii Nauk w Monachium (Bayerische Akademie der Wissenschaften)[4]
- 1919–1925 – członek korespondencyjny Pruskiej Akademii Nauk (Preußische Akademie der Wissenschaften)[4]
- 1919–1925 – członek zwyczajny Akademii Nauk w Getyndze (Akademie der Wissenschaften zu Göttingen)[4]
- 1924 – członek honorowy Niemieckiego Stowarzyszenia Matematyków (Deutsche Mathematiker-Vereinigung)[4]

## Upamiętnienie
Od 1999 roku European Mathematical Society przyznaje co cztery lata nagrodę im. Felixa Kleina (ang. Felix Klein Prize). Od 2003 roku, co dwa lata, Międzynarodowa Komisja ds Nauczania Matematyki (ang. International Commission on Mathematical Instruction, ICMI) przyznaje nagrodę im. Felixa Kleina (ang. Felix Klein Award) za życiowe osiągnięcia w dziedzinie matematyki. Na cześć Kleina nazwano jedną z planetoid z pasa głównego asteroid – (12045) Klein.